# Warhawk (videojoc de PlayStation 3)
Warhawk va ser un videojoc de combat aeri llançat per PS3. Aquest videojoc és una adaptació (o Remake) del videojoc original llançat el 1995 per PlayStation. El remake és del tipus d'acció en tercera persona, amb la possibilitat de controlar caces, tancs, i jeeps. En un principi, es va anunciar que el videojoc es llançaria amb els modes un sol jugador i multijugador, però el mode d'un sol jugador va ser eliminat, ja que els desenvolupadors havien especulat que aquest mode seria molt inferior al de multijugador. Sony va tancar els servidors en línia de Warhawk el 31 de gener de 2019.